# أوكنة جميلة
أوكنة جميلة (الاسم العلمي:Ochna pulchra) هي نوع من النباتات تتبع جنس الأوكنة من الفصيلة الأوكنية.